# Прусские литовцы

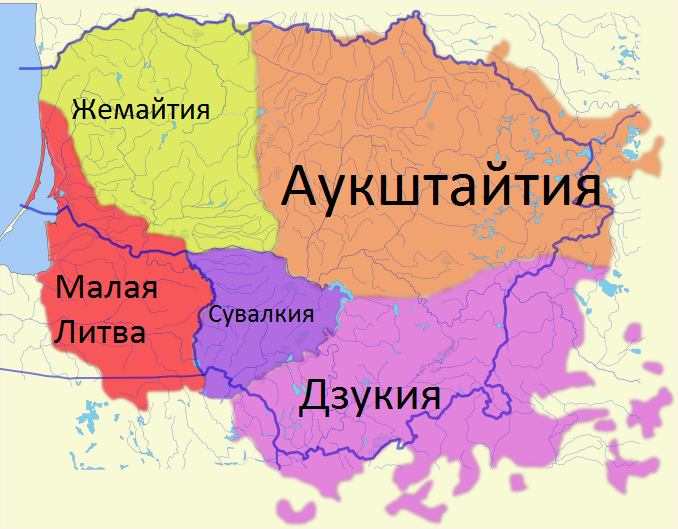
Этнокультурные регионы исторической области расселения литовских племён

Пру́сские лито́вцы, летувининки (лит. lietuvninkai), малолитовцы (лит. mažlietuviai) — особая группа литовцев, до 1945 года населявшая север и восток Восточной Пруссии — Малую Литву (ныне восточная часть Калининградской области России и Клайпедский край Литвы).
Из-за усиленной германизации, ассимиляции после объединения Германии в 1871 году, упрощения местного литовского образования и эмансипации малолитовцев в германоязычных городах Восточной Пруссии, в конце XIX и начале XX века, число малолитовцев быстрыми темпами сокращалось. По германской переписи 1890 года они насчитывали 121 тыс. чел. Ущемляемые права малолитовцев активно защищал лингвист Георг Зауэрвайн.

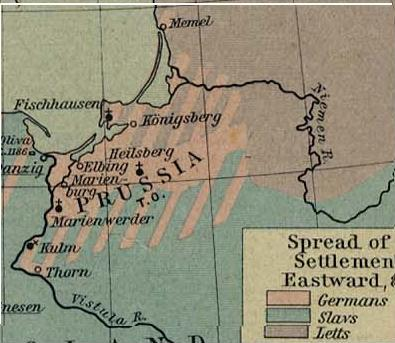
Область расселения малолитовцев Восточной Пруссии в нач. XV века

В отличие от большинства остальных литовцев, в основном католиков, малолитовцы с XVI века были в основном лютеранами. В начале XX века часть малолитовцев противопоставляли себя литовцам близлежащей Жемайтии, которых они называли жемайтами. Использовали для литовского языка другую орфографию и готический шрифт, по материальной культуре были близки немцам, были активными германскими патриотами.
В 1945 году вместе с остальным населением Восточной Пруссии насильственно депортированы в советскую зону оккупации Германии, где значительно ассимилировались с немцами, часть населяет бывший Клайпедский край Литвы. 